# 貝文斯 (新澤西州)
貝文斯（英語：Bevans）是位於美國新澤西州蘇塞克斯縣的非建制地區。

## 歷史
貝文斯的郵局於1829年設立，其後於1969年停運。

## 地理
貝文斯所處的海拔為高於海平面152米（即499英呎），而該地所採用的時區為UTC-5，即北美东部时区（EST）。同時該地設有夏令時間，為UTC-5調快一小時，即UTC-4（EDT）。